# Calcinea
Calcinea là một phân lớp của bọt biển vôi. Ngành của nó là động vật thân lỗ và lớp là Calcarea. Hầu hết các loài có màu đỏ san hô hoặc màu vàng lưu huỳnh.